# Ilja Leonidowitsch Sacharow
Ilja Leonidowitsch Sacharow (russisch Илья Леонидович Захаров; englisch Ilya Zakharov; * 2. Mai 1991 in Leningrad) ist ein ehemaliger russischer Wasserspringer. Er startete sowohl beim Kunstspringen vom 3-m-Brett als auch beim 10-m-Turmspringen, jeweils in Einzel- und Synchronwettbewerben.
Sacharow konnte bislang sieben Medaillen bei Schwimmeuropameisterschaften gewinnen. Besonders erfolgreich verliefen die Europameisterschaften 2011 in Turin, bei der er vier Medaillen gewann, Gold an der Seite von Jewgeni Kusnezow im 3-m-Synchronspringen und zusammen mit Julija Koltunowa im Teamwettbewerb sowie Silber im 3-m-Kunstspringen und Bronze mit Wiktor Minibajew im 10-m-Synchronspringen.
2009 hat Sacharow in Rom erstmals an Weltmeisterschaften teilgenommen. Er belegte dort zweimal einen zehnten Platz. 2011 in Shanghai erreichte er mit Minibajew Rang vier im 10-m-Synchronspringen und gewann mit Kusnezow Silber im 3-m-Synchronspringen. Auch im Einzel vom 3-m-Brett konnte er anschließend Silber gewinnen. Sacharow und sein Landsmann Kusnezow, der Bronze gewann, waren damit die ersten Springer, die bei den Weltmeisterschaften einen Chinesen hinter sich lassen konnten. Bei den Olympischen Sommerspielen 2012 gelang es Sacharow mit seinem letzten Sprung den bis dahin führenden Chinesen Qin Kai abzufangen, was ihm den Olympiasieg in der Konkurrenz von 3-m-Brett einbrachte.
Nach drei verpassten Dopingtests wurde Sacharow 2019 für 18 Monate gesperrt. Danach erklärte er seinen sofortigen Rücktritt.